# Nishi-ku (Yokohama)
Nishi-ku (西区?) è uno dei 18 quartieri della città di Yokohama, in Giappone.